# H2S radarrendszer

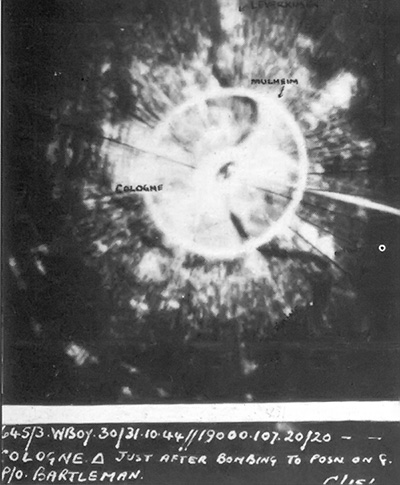
A H2S radarképe Köln felett

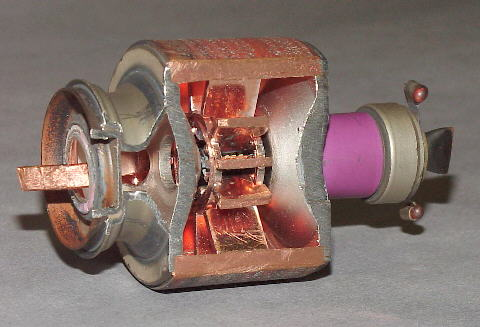
Magnetron cső robbantott képe

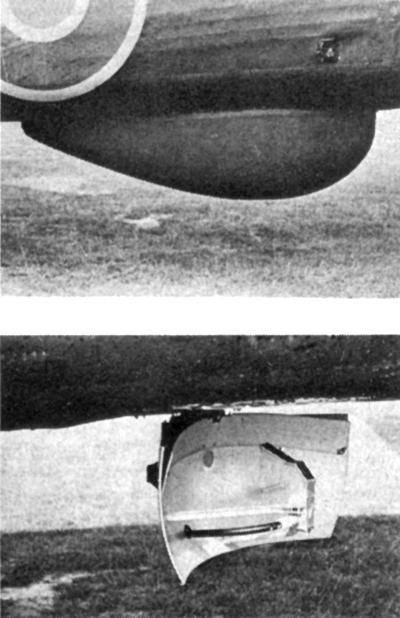
Felül: Halifax repülőgép orrkúpja. Lent: a forgatható antenna

A H2S volt a repülőgépen használható első pásztázó légi radarrendszer.

## Előzmények
A brit légierő nem tulajdonított jelentőséget a rádió- és radarnavigációs berendezéseknek, sőt mindent elkövettek azok bevezetése ellen. A tudósok azonban egyre újabb megoldásokkal álltak elő. Ilyen volt a kb. 600 km hatótávolságú GEE. Ezt első alkalommal 1942. március 8-án az Essen elleni támadáskor vetették be. A szinkronizált impulzusokat egy GEE-vel felszerelt repülőgép fogta fel, ennek alapján megjelölte a célt, gyújtóbombákkal megvilágították a célpontot, majd a nagy hatóerejű bombákat az így megvilágított területre dobták. Sokáig ezt a módszert használták a területbombázásra.
Másik ilyen célra használt berendezés az ASV Mk III, centiméteres hullámhosszú radar volt, melyet elsősorban tengeralattjárók ellen vetettek be, sikeresen.

## A H2S
Mivel a GEE igen korlátozottan volt használható a telekommunikációs kutatóintézet az ASV Mk III továbbfejlesztésével létrehozta annak centiméteres változatát (9,1 cm hullámhossz), a H2S-t. A H2S lefelé pásztázott a repülőgépről egy magnetron cső segítségével, és visszaverődve részletes térképet rajzolt ki egy katódsugárcsövön. 1943. január 30-án került sor első bevetésére Hamburg ellen. A felhős időben végrehajtott vakbombázás jobb eredményt hozott, mint a korábbi, ideális körülmények között végrehajtott támadásoké. A H2S a német tengeralattjárókon alkalmazott Metox számára észrevehetetlen volt. Természetesen a németek ezt látván előhozakodtak a Naxos radarészlelő rendszerrel, mely segítségével a német vadászrepülőgépek rá tudtak tapadni a H2S radart használó ellenséges gépekre.